# Tramlijn 29 (Rotterdam)
29 – Rotterdam Centraal – Beurs – Wilhelminaplein – Stadion Feijenoord.

29 – Rotterdam Centraal – Kruisplein – P.C. Hooftplein – Spartastraat.
Tramlijn 29 van de Rotterdamse Elektrische Tram was het nummer waaronder trams naar het Feijenoordstadion of het Spartastadion reden. De lijn werd alleen gebruikt bij voetbalwedstrijden en andere evenementen in 'De Kuip' en bij wedstrijden in het 'Kasteel' in Spangen.
Naar de Kuip reed tramlijn 29 een deel van de route van lijn 23 en deed deze de volgende haltes aan: Centraal Station, Weena, Stadhuis, Beurs, Churchillplein, Leuvehaven, Wilhelminaplein, Lodewijk Pincoffsweg, Vuurplaat, Varkenoordse Viaduct, Stadion Feijenoord.
Naar het Kasteel was de route die van lijn 21 en lijn 23 vanaf het Centraal Station tot aan het P.C. Hooftplein en dan het laatste stukje van de route van lijn 8: Centraal Station, Kruisplein, Westkruiskade, Eerste Middellandstraat, Middellandplein, Tweede Middellandstraat, Vierambachtstraat, Mathenesserplein, Mathenesserbrug, Mathenesserdijk, P.C. Hooftplein, Huygensstraat en het eindpunt Spartastraat, waarachter ook een kort, doodlopend opstelspoor ligt. Terug via de Coornhertstraat, Brederodestraat en dan weer P.C. Hooftplein etc. Deze route wordt onder het nummer 17 gereden, en gold vroeger als versterkingsrit van lijn 7.
Lijn 29 is vanaf september 2012 onder het lijnnummer 12 gaan rijden, vanwege de verbondenheid met Het Legioen, dat ook wel als Twaalfde Man wordt beschouwd.